# Peggy Carter
Margaret "Peggy" Carter is een personage uit de strips van Marvel Comics, met name de verhalen van Captain America. Ze werd bedacht door schrijver Stan Lee en tekenaar Jack Kirby, en maakte haar debuut in Tales of Suspense #77. 
Haar rol in de strips is vaak niet groter dan die van een bijpersonage. Ze heeft echter wel een prominente rol in de films van het Marvel Cinematic Universe, waarin ze wordt gespeeld door actrice Hayley Atwell. Ze is nu ook bekend als Captain Carter in de Disney+ animatieserie What If...? Hierin krijgt zij het supersoldierserum in de plaats van Steve Rogers. Een alternatieve versie van dit personage kwam ook voor in de film Doctor Strange in the Multiverse of Madness.
De Nederlandse stem van Peggy Carter wordt ingesproken door Donna Vrijhof.

## Geschiedenis
Peggy Carter had tijdens de Tweede Wereldoorlog  een relatie met Captain America; een feit dat met terugwerkende kracht (via Flashbacks) werd toegevoegd aan Captain America’s verleden aangezien ze in strips gepubliceerd tijdens de Tweede Wereldoorlog nog niet voorkwam. Ze sloot zich als tiener aan bij het Franse Verzet en werkte zich binnen hun rangen al snel een weg omhoog. Nadat een granaatontploffing haar echter geheugenverlies bezorgt, wordt ze teruggestuurd naar haar ouders in Virginia om te herstellen. Niet lang hierna verdwijnt Captain America spoorloos.
Wanneer Captain America jaren later ingevroren in ijs wordt teruggevonden en ontwaakt, komt hij Peggy weer tegen wanneer hij haar redt van de schurk Dr. Faustus. Peggy is rond deze tijd inmiddels gaan werken voor S.H.I.E.L.D. en blijkt een achternichtje te hebben, Sharon Carter, met wie Captain America nu een relatie krijgt. 
In de stripserie House of M creëert Scarlet Witch een alternatieve tijdlijn waarin Captain America nooit werd ingevroren en uiteindelijk met Peggy Carter getrouwd is. 

## Marvel Cinematic Universe
De filmversie van Peggy Carter maakte haar debuut in Captain America: The First Avenger. In de film is ze een Britse agente bij de Strategic Scientific Reserve, welke tijdens de Tweede Wereldoorlog werkt aan het supersoldatenprogramma waarmee Steve Rogers uiteindelijk Captain America wordt. Ze assisteert Rogers wanneer hij naar Europa vertrekt en helpt hem samen met Howard Stark bij zijn eerste missie om krijgsgevangen te bevrijden. Hoewel ze aanvankelijk afstandelijk is tegenover Rogers, valt ze geleidelijk toch voor hem. Tot een relatie komt het niet, omdat Rogers uiteindelijk met het vliegtuig van de Red Skull neerstort op de Noordpool en pas 70 jaar later wordt gevonden.
In de Marvel One-Shot Agent Carter, welke een jaar na Captain America: The First Avenger speelt,  doet Carter onderzoek naar de mysterieuze Zodiac. Ze slaagt er uiteindelijk in deze eigenhandig te bemachtigen. Nadien wordt ze door Howard Stark uitgenodigd om samen met hem S.H.I.E.L.D. op te richten.
In Captain America: The Winter Soldier wordt Carter eerst gezien in de Captain America-tentoonstelling, in een oude documentaire. Later zoekt Steve Rogers de nu oud geworden Carter op in een verzorgingstehuis. Ze blijkt aan de Ziekte van Alzheimer te lijden.
In "Shadows", de eerste aflevering van het tweede seizoen van Agents of S.H.I.E.L.D., is Carter wederom van de partij. Hierin is in een flashback te zien hoe ze assisteert bij de arrestatie van Daniel Whitehall en enkele HYDRA-agenten. 
Peggy Carter speelt de hoofdrol in de tv-serie Agent Carter, welke chronologisch een jaar na Captain America: The First Avenger speelt. Hierin vecht ze samen met Howard Stark en diens butler Edwin Jarvis tegen de organisatie Leviathan. 
Carter heeft een gastoptreden in Avengers: Age of Ultron, in een visioen dat Captain America als gevolg van Scarlet Witch te zien krijgt.
In de film Ant-Man is Peggy Carter te zien in de openingsscène, die in 1989 speelt. Ze is aanwezig wanneer Hank Pym zijn ontslag bij S.H.I.E.L.D. aangekondigd.
Rond Captain America: Civil War overlijdt in 2016 Peggy Carter aan haar ziekte. Steve en zijn vriend Sam Wilson zijn op haar begrafenis. Ook komt Natasha later naar haar begrafenis. 
Wanneer Steve de Infinity Stones terug brengt in 2023 in Avengers: Endgame gaat hij naar haar toe voor de beloofde dans. Ze hebben samen eindelijk een fijn leven. Steve komt later terug als een oude bejaarde man en geeft Sam zijn schild. 
Een alternatieve versie van Peggy Carter verschijnt in What If...? waarin Peggy het supersoldaten serum heeft gekregen en bekend staat als Captain Carter. Een andere variant van Captain Carter verscheen vervolgens in de film Doctor Strange in the Multiverse of Madness als lid van Illuminati.
Het personage is onder andere te zien in de volgende films en serie:
- Captain America: The First Avenger (2011)
- Marvel One-Shot: Agent Carter (2013)
- Captain America: The Winter Soldier (2014)
- Agents of S.H.I.E.L.D. (2014)
- Agent Carter (2015-2016)
- Avengers: Age of Ultron (2015)
- Ant-Man (2015)
- Avengers: Endgame (2019)
- What If...? (2021-2024) (stem) (Disney+)
- Doctor Strange in the Multiverse of Madness (2022)